# Rudolf Žiak
Rudolf Žiak (* 27. května 1955, Košice) je slovenský politik, místopředseda Hnutí za demokracii a bývalý poslanec Národní rady Slovenské republiky.
V roce 1998 byl krátce ředitelem Slovenské informační služby.
V letech 1998 až 2002 vykonával funkci místopředsedy HZDS pro zahraniční politiku.
V letech 2002 až 2006 byl poslancem Národní rady SR. Začátkem roku 2003 vystoupil z HZDS a spoluzaložil novou politickou stranu Lidová unie. Z té později vystoupil, stal se členem strany Hnutí za demokracii a byl zvolen jeho místopředsedou pro zahraničí, kulturu a sport.